# ويليام غودارد
ويليام غودارد (بالإنجليزية: William Goddard)‏ هو مخترِع أمريكي، ولد في 10 يوليو 1913 في سانت جوزيف في الولايات المتحدة، وتوفي في 29 سبتمبر 1997 في تشيكو في الولايات المتحدة.